# Kirasirski polk
Reggimento Corazzieri (dobesedno Kirasirski polk) je gardna enota, ki varuje predsednika Republike Italije.

## Poimenovanje
- Compagnie Guardie Reali del Palazzo
- Squadrone Carabinieri Guardie del Re
- Squadrone Corazzieri Guardie del Re
- Reggimento Carabinieri Guardie della Repubblica (do 24. decembra 1992)
- Comando Carabinieri Guardie del Presidente della Repubblica (od 24. decembra 1992)

## Zgodovina
Polk je bil ustanovljen 7. februarja 1868 v Firencah; prvotno je polk imel le 80 pripadnikov.